# ドナルド・P・ベリサリオ
ドナルド・ポール・ベリサリオ（英語: Donald Paul Bellisario, 1935年8月8日 - ）は、アメリカ合衆国のプロデューサー、脚本家である。テレビシリーズ『私立探偵マグナム』、『超音速攻撃ヘリ エアーウルフ』、『タイムマシーンにお願い』、『犯罪捜査官ネイビーファイル』、『NCIS 〜ネイビー犯罪捜査班』などで知られる。

## 生い立ち
ペンシルベニア州コークバーグで生まれる。父親はイタリア系、母親はセルビア系である。
1965年にペンシルベニア州ランカスターで広告コピーライターとなる。3年後にはテキサス州ダラスのブルーム・エージェンシーでクリエイティヴ・ディレクターとなる。8年後には上級副社長に昇進し、その後は脚本家・プロデューサーとしての活動を広げるためにカリフォルニア州ハリウッドに移った。

## 主なフィルモグラフィ

### テレビシリーズ
| 年          | 作品                                                | 備考 |
| ----------- | --------------------------------------------------- | --- |
| 1978-1979   | 宇宙空母ギャラクティカ Battlestar Galactica         | 計11話脚本 |
| 1980-1988   | 私立探偵マグナム Magnum, P.I.                       | 企画（グレン・A・ラーソンと共同） 計158話製作総指揮 計2話監督 計22話脚本                                            |
| 1982-1983   | Tales of the Gold Monkey                            | 企画 計21話製作総指揮 計6話脚本                                                                                     |
| 1984-1987   | 超音速攻撃ヘリ エアーウルフ Airwolf                 | 企画 計33話製作総指揮 監督: 第1シーズン第1話「Shadow of the Hawke」 計2話脚本                                       |
| 1989-1993   | タイムマシーンにお願い Quantum Leap                 | 企画 計96話製作総指揮 監督: 第2シーズン第10話「Catch a Falling Star - May 21, 1979」 計7話脚本                      |
| 1992        | うわさの刑事 テキーラとボネッティ Tequila & Bonetti | 企画 計7話製作総指揮 計3話脚本                                                                                      |
| 1995-2005   | 犯罪捜査官ネイビーファイル JAG                      | 企画 計219話製作総指揮 計9話監督 計20話脚本                                                                         |
| 2003-継続中 | NCIS 〜ネイビー犯罪捜査班 NCIS                      | 『犯罪捜査官ネイビーファイル』のスピンオフ 企画 計227話製作総指揮 監督: 第1シーズン第1話「大統領の警護」 計10話脚本 |

### 映画
| 年   | 作品                           | 備考                        |
| ---- | ------------------------------ | --------------------------- |
| 1987 | 3人の脱走者 Three on a Match   | テレビ映画 監督・脚本       |
| 1988 | マフィア/最後の祈り Last Rites | 監督・製作・脚本            |
| 1995 | 刑事クロウフット Crowfoot      | テレビ映画 製作総指揮・脚本 |